# Cephalantheropsis
Cephalantheropsis är ett släkte av orkidéer. Cephalantheropsis ingår i familjen orkidéer.
Kladogram enligt Catalogue of Life:
| Cephalantheropsis | \| \| Cephalantheropsis halconensis \| \| \| \| \| \| Cephalantheropsis laciniata \| \| \| \| \| \| Cephalantheropsis longipes \| \| \| \| \| \| Cephalantheropsis obcordata \| \| \| \| |
|                   | \| \| Cephalantheropsis halconensis \| \| \| \| \| \| Cephalantheropsis laciniata \| \| \| \| \| \| Cephalantheropsis longipes \| \| \| \| \| \| Cephalantheropsis obcordata \| \| \| \| |
|                   | Cephalantheropsis halconensis |
|                   | |
|                   | Cephalantheropsis laciniata |
|                   | |
|                   | Cephalantheropsis longipes |
|                   | |
|                   | Cephalantheropsis obcordata |
|                   | |